# 최예림 (발레리나)
최예림(1995년 5월 15일 ~)은 대한민국의 발레리나이다.

## 학력
- 한국예술종합학교 무용원 실기과 발레전공 예술사 (졸업)

## 수상
- 2015년 유스 아메리카 그랑프리 파드되 부문 1위
- 2014년 제26회 바르나 국제발레콩쿠르 여자 시니어부문 2위
- 2012년 제9회 서울국제무용콩쿠르 여자 주니어부문 2위
- 2012년 제 3회 남아프리카 국제발레콩쿠르 여자 주니어 부문 금상
- 2011년 제6회 시칠리아 국 제무용콩쿠르 주니어 부문 금상